# إليزابيث ثيببل
 إليزابيث ثيبل  أو تيبيل (بالفرنسية:  Élisabeth Thible)‏ ولدت في مدينة ليون وكانت مطربة أوبرا فرنسية غير معروفة، وأول امرأة على الإطلاق في ركوب في المنطاد الهوائي.
في 4 يونيو ، 1784م ، بعد ثمانية أشهر فقط من رحلة المنطاد الأولى، ركبت إليزابيت مع السيد فليورانت المنطاد لا غوستاف  على شرف الملك السويدي غوستاف الثالث أثناء زيارته مدينة ليون .